# جوش ليفي (لاعب اتحاد الرغبي)
جوش ليفي (بالإنجليزية: Josh Levi)‏ هو لاعب اتحاد الرغبي نيوزيلندي، ولد في 14 يوليو 1979 في أوكلاند في نيوزيلندا.